# Когда отступают ангелы
«Когда отступают ангелы» (1986) — повесть Любови и Евгения Лукиных. Также публиковалась под названием «Разные среди разных».
Евгений Харитонов в статье «Евгений Лукин: Вполголоса о главном… (Беглые заметки о творчестве Е. и Л. Лукиных)» рассматривает эту повесть как доведение до абсурда идеи уравнительной утопии.

## Сюжет
В заводскую бригаду резчиков металла под руководством Миньки Бударина (бригадой по книге руководит Валерка) приходит новичок Гриша Прахов. Он совершает глупые ошибки, одет в рваньё, ночует где попало и не может преступить через запреты. Минька устраивает его жить у себя дома. Гриша постепенно осваивается в доме и на заводе, начинает выходить за пределы двора. В один из вечеров Минька спасает Гришу от Бехтеря — парня Люськи-крановщицы, к которой Гриша проявляет внимание, но на следующий день Бехтерь утверждает, что прошлым вечером он встретил Гришу и набил ему физиономию, а на нём не осталось даже синяков. Узнав об этом, Гриша заявляет, что «его нашли».
Возвращаясь со смены Минька наталкивается на нескольких человек, весьма похожих на Гришу, и понимает, что это именно те, кто «нашли» Гришу. Затем он видит, как эти люди принимают выходящего Гришу, чтобы куда-то отконвоировать. Минька отбивает его, в ходе драки видит, как один из одинаковых с помощью пистолета «ликвидирует» своих товарищей. Наткнувшись на аналогичный «пистолет», Минька вступает в «перестрелку» с нападавшими, которые вскоре убегают, будучи спугнутыми проезжающими машинами.
Наутро Гриша рассказывает Миньке свою историю: он — пришелец с другой планеты и, где был спровоцирован на нарушение «закона о нераспространении личности», проявил свою индивидуальность, и оказался приговорён к общественному бойкоту. Он бежал на Землю через устройство телепортации, которое по прибытии уничтожил. «Пистолет» — не летальное оружие, а всего лишь «коллектор» — устройство, переносящее объект в приёмную камеру инопланетного корабля.
Минька приводит Гришу в милицию, но там «пистолет» не действует. Гриша впоследствии объясняет неудачу тем, что «коллектор» не действует без приёмной камеры, и, следовательно, корабль покинул Землю. Он рассказывает Миньке об использованном им коде самоликвидации телепортатора, обычаях своей цивилизации, а также о спровоцировавшей его агентессе перевоспитания, на которую похожа Люська-крановщица.
Решив, что инопланетяне покинули Землю окончательно, герои продолжают обычную жизнь. Люська бросает Бехтеря и дружит с Гришкой. Во время похода заводчан в лес за грибами Минька обнаруживает, что «коллектор» снова заработал: инопланетный корабль опять на Земле. Поняв, что инопланетяне по сигналу «пистолета» нашли его, Гришку и Люську, разозлённый Минька переносит себя на корабль, а затем разрушает приёмную камеру. Проникнув в рубку корабля, угрозой применения кода самоликвидации он вынуждает инопланетян покинуть планету и не возвращаться. Гриша волен жить в земном обществе со всеми его достоинствами и недостатками.

## Герои
- Михаил Бударин, Минька — главный герой, от лица которого ведется повествование. Служил в армии, работает на заводе. Холост (его возлюбленная не дождалась его из армии и вышла за другого), живёт с матерью. Прямолинейный, добрый, несколько упертый человек.
- Григорий Прахов, Гриша — инопланетянин, настоящее имя неизвестно, имя и фамилия — из паспортных данных одного из наблюдателей «ангелов» на Земле. Как и почти все представители его цивилизации — красивый, черноволосый и смуглый. С точки зрения землянина — тихий, робкий и услужливый по характеру. Пошел работать на завод, попал в ту бригаду, где работал Бударин.
- Люська — крановщица с того же завода, красивая рыжеволосая девушка с довольно резким характером. Сначала была невестой Бехтеря, местного парня, но, познакомившись с Гришей, забрала из загса заявление.

## Награды
- Вторая премия журнала «Вокруг света» и его приложения «Искатель»[2].

## Опубликовано в
- Лукин Е.Ю., Лукина Л. А. Когда отступают ангелы. — М. : Вся Москва, 1990. — С. 125—180. — 314 с. — (Плеяды). — 200 000 экз. — ISBN 5-7110-0080-2.
- Лукин Е.Ю., Лукина Л. А. Когда отступают ангелы : повесть и рассказы. — Волгоград : Нижне-Волж. кн. изд-во, 1990. — 221 с. — (Фантастика).
- Лукин Е., Лукина А. Когда отступают ангелы // Отдай мою посадочную ногу. — М. : Вече, 2020. — 400 с. — (Новая библиотека приключений и научной фантастики). — 1000 экз. — ISBN 978-5-4484-1834-1.
- Лукин Е., Лукина А. Разные среди разных // Искатель. — 1987. — № 1. — С. 35—101. — 128 с. — 280 000 экз.
- Лукин Е., Лукина А. Когда отступают ангелы // Сталь разящая. — М. : ACT, 2007. — 416 с. — (Теле-1). — 7000 экз. — ISBN 978-5-17-043546-3.
- Лукин Е., Лукина А. Когда отступают ангелы // После нас — хоть потом. — М. : АСТ, Люкс, 2005. — С. 7—86. — 992 с. — (Библиотека мировой фантастики). — 2000 экз. — ISBN 5-17-028969-3, 5-9660-1227-X.
- Лукин Е., Лукина А. Когда отступают ангелы // Типа того что как бы. — М. : АСТ, Ермак, 2004. — С. 95—207. — 304 с. — (Звёздный лабиринт). — 7000+3000 экз. — ISBN 5-17-020898-7, 5-9578-2219-1, 5-9577-0804-6.